# Steifemodul
Der Steifemodul Es (in der Schweiz Zusammendrückungsmodul ME) ist ein Materialkennwert zur Berechnung der Setzungen eines Bodens in der Bodenmechanik und von Baugrundverformungen. Der Steifemodul hat für Böden etwa die gleiche Bedeutung wie der Elastizitätsmodul (E-Modul) für Festkörper-Materialien, hängt jedoch noch viel mehr vom Lastbereich ab als der E-Modul.
Der Steifemodul wird u. a. beim Steifemodulverfahren angewandt. Es dient zur Abbildung des Bodens in einem Bodenmodell und zur Bemessung von Fundamenten.

## Ermittlung
Der Steifemodul wird ermittelt aus Kompressionsversuchen mit dem Ödometer unter behinderter Seitendehnung. Zur Ermittlung des Steifemoduls muss die Druck-Setzungs-Linie eines Bodens (auch Druck-Setzungs-Diagramm oder Last-Setzungs-Kurve genannt) bekannt sein. Der Steifemodul ist die Steigung der Tangente an der Druck-Setzungslinie und demnach das Verhältnis der Druckdifferenz zur Setzungsdifferenz zwischen zwei Belastungsstufen. Der Steifemodul hat daher wie der Druck die Dimension Kraft pro Fläche. Die Druck-Setzungslinie erhält man im Ödometerversuch, indem man die gemessenen Verformungen in Abhängigkeit von den zugehörigen wirksamen Spannungen darstellt. 
Der Steifemodul ist abhängig vom Spannungsbereich; deswegen ist die Druck-Setzungslinie nicht linear. Daher muss ein Ödometerversuch in mehreren Laststufen durchgeführt werden. Zwischen den Laststufen wird die Druck-Setzungslinie linear angenommen.
Da die Druckspannungen wegen des Eigengewichts des Bodens mit der Tiefe zunehmen, nimmt auch der Steifemodul mit der Tiefe ungefähr linear zu. Zur Vereinfachung wird aber oft mit einem mittleren Steifemodul gerechnet. 
Bei der erstmaligen Belastung eines Bodens ist der Steifemodul noch niedrig, weil der Boden während seiner Konsolidation zunächst teilweise irreversibel zusammengepresst wird, wobei die Lagerungsdichte zunimmt. Wird der Boden wieder entlastet und danach erneut belastet, so ist der Steifemodul wesentlich größer.

## Unterscheidung vom Bettungsmodul
Der Steifemodul darf nicht verwechselt werden mit dem Bettungsmodul, einem Systemkennwert, der definiert ist als Verhältnis zwischen der Sohlnormalspannung und der Setzung. Dieser Modul hat die Dimension Kraft pro Fläche und pro Länge. Der Bettungsmodul ist ein Parameter des Bettungsmodulverfahrens, mit dem die Nachgiebigkeit des Baugrundes bei der statischen Berechnung und Bemessung von Fundamenten und Gründungsplatten näherungsweise berücksichtigt wird.